# Kabinet-Strijdom

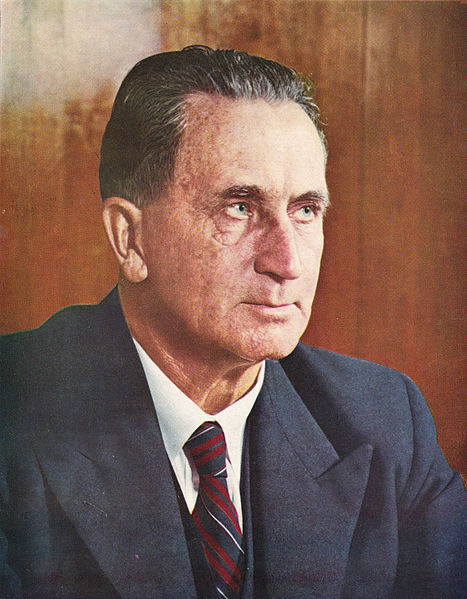
Johannes Strijdom

Zuid-Afrika kende tussen 30 november 1954 en 24 augustus 1958 één kabinet-Strijdom.

## Kabinet-Strijdom (1954-1958)
| Ministerspost                           | naam                                                   | afbeelding    | partij | periode          |
| --------------------------------------- | ------------------------------------------------------ | ------------- | ------ | ---------------- |
| Minister-president                      | Johannes Strijdom                                      | J.G. Strijdom | NP     | 1954 - 1958      |
| Minister van Arbeid en Openbare Werken  | Jan de Klerk                                           |               | NP     | 1954 - 1958      |
| Minister van Binnenlandse Zaken         | Theophilus Dönges                                      | T. Dönges     | NP     | 1954 - 1958      |
| Minister van Bosbouw                    | Johannes Hendrikus Viljoen François Christiaan Erasmus |               | NP     | 1954 - 1958      |
| Minister van Buitenlandse Zaken         | Johannes Strijdom                                      | J.G. Strijdom | NP     | 1954 - 1958      |
| Minister van Economische Zaken          | Albert Johannes Roux van Rhijn                         |               | NP     | 1954 - 1958      |
| Minister van Financiën                  | Eric Louw Jozua François Naudé                         |               | NP     | 1954 - 1958      |
| Minister van Gezondheid en Volkswelzijn | Johannes Hendrikus Viljoen M.D.C. de Wet Nel           |               | NP     | 1954 - 1957 1958 |
| Minister van Justitie                   | Charles Swart                                          | Charles Swart | NP     | 1953 - 1958      |
| Minister van Land en Water              | Paul Sauer                                             |               | NP     | 1954 - 1958      |
| Minister van Landbouw                   | S.P. le Roux                                           |               | NP     | 1954 - 1958      |
| Minister van Mijnbouw                   | Albert Johannes Roux van Rhijn                         |               | NP     | 1954 - 1958      |
| Minister van Naturellen Zaken           | Hendrik Verwoerd                                       |               | NP     | 1954 - 1958      |
| Minister van Onderwijs                  | Johannes Hendrikus Viljoen                             |               | NP     | 1954 - 1958      |
| Minister van Post- en Telegraafwezen    | Jan Serfontein                                         |               | NP     | 1954 - 1958      |
| Minister van Sociale Zaken              | Jan Serfontein                                         |               | NP     | 1954 - 1958      |
| Minister van Transport                  | Ben Schoeman                                           |               | NP     | 1954 - 1958      |
| Minister van Verdediging                | François Christiaan Erasmus                            |               | NP     | 1954 - 1958      |